# Tonio Teklić
Tonio Teklić (Spalato, 9 settembre 1999) è un calciatore croato, centrocampista del Widzew Łódź.

## Carriera

### Club
Cresciuto nell'Hajduk Spalato, esordisce in prima squadra il 20 settembre 2017 subentrando, al secondo tempo al posto di Franko Kovačević, nella partita di Coppa di Croazia vinta 3-0 contro l'Oriolik Oriovac. Il 6 agosto 2019 rinnova il suo contratto con i Bili fino al 30 giugno 2023. Il 15 febbraio dello stesso anno subentra al 74' al posto di Stanko Jurić nel derby dell'Adriatico per poi, quattro minuti dopo, segnare da 25 metri la sua prima rete con la maglia dei Majstori s mora. L'11 febbraio 2020 viene ceduto in prestito secco al Varaždin fino al termine della stagione. Il 5 luglio 2021 viene ceduto in prestito secco al Hrvatski Dragovoljac neopromosso in 1.HNL. Il 18 luglio debutta con i Crni giocando dal primo minuto la prima di campionato persa in trasferta 3-1 contro l'Istria 1961, per poi, venire sostituito al secondo tempo da Dino Skorup. Il 17 agosto, solo dopo cinque giornata dall'inizio del campionato, conclude la sua avventura in prestito tra le file della squadra zagabrese. Il 31 agosto dello stesso anno viene nuovamente ceduto in prestito secco con decorso a termine della stagione, questa volta fa il suo ritorno tra le file del Varaždin. L'11 luglio 2022 fa nuovamente il suo ritorno tra le file del neopromosso Varaždin, questa volta viene ceduto a titolo definitivo dal club spalatino.

### Nazionale
Ha giocato nelle nazionali giovanili croate Under-18 ed Under-19.
Il 14 febbraio 2018 esordisce con la nazionale Under-20 disputando dal primo minuto l'amichevole vinta per 3-1 contro i pari età della Bielorussia.

## Statistiche

### Cronologia presenze e reti in nazionale
| Cronologia completa delle presenze e delle reti in nazionale ― Croazia under 20 | Cronologia completa delle presenze e delle reti in nazionale ― Croazia under 20 | Cronologia completa delle presenze e delle reti in nazionale ― Croazia under 20 | Cronologia completa delle presenze e delle reti in nazionale ― Croazia under 20 | Cronologia completa delle presenze e delle reti in nazionale ― Croazia under 20 | Cronologia completa delle presenze e delle reti in nazionale ― Croazia under 20 | Cronologia completa delle presenze e delle reti in nazionale ― Croazia under 20 | Cronologia completa delle presenze e delle reti in nazionale ― Croazia under 20 |
| Data                                                                            | Città                                                                           | In casa                                                                         | Risultato                                                                       | Ospiti                                                                          | Competizione                                                                    | Reti                                                                            | Note                                                                            |
| ------------------------------------------------------------------------------- | ------------------------------------------------------------------------------- | ------------------------------------------------------------------------------- | ------------------------------------------------------------------------------- | ------------------------------------------------------------------------------- | ------------------------------------------------------------------------------- | ------------------------------------------------------------------------------- | ------------------------------------------------------------------------------- |
| 14-11-2018                                                                      | Zagabria                                                                        | Croazia under 20                                                                | 3 – 1                                                                           | Bielorussia under 20                                                            | Amichevole                                                                      | -                                                                               | 42’ 68’                                                                         |
| Totale                                                                          |                                                                                 | Presenze                                                                        | 1                                                                               |                                                                                 | Reti                                                                            | 0                                                                               |                                                                                 |

| Cronologia completa delle presenze e delle reti in nazionale ― Croazia under 19 | Cronologia completa delle presenze e delle reti in nazionale ― Croazia under 19 | Cronologia completa delle presenze e delle reti in nazionale ― Croazia under 19 | Cronologia completa delle presenze e delle reti in nazionale ― Croazia under 19 | Cronologia completa delle presenze e delle reti in nazionale ― Croazia under 19 | Cronologia completa delle presenze e delle reti in nazionale ― Croazia under 19 | Cronologia completa delle presenze e delle reti in nazionale ― Croazia under 19 | Cronologia completa delle presenze e delle reti in nazionale ― Croazia under 19 |
| Data                                                                            | Città                                                                           | In casa                                                                         | Risultato                                                                       | Ospiti                                                                          | Competizione                                                                    | Reti                                                                            | Note                                                                            |
| ------------------------------------------------------------------------------- | ------------------------------------------------------------------------------- | ------------------------------------------------------------------------------- | ------------------------------------------------------------------------------- | ------------------------------------------------------------------------------- | ------------------------------------------------------------------------------- | ------------------------------------------------------------------------------- | ------------------------------------------------------------------------------- |
| 20-9-2016                                                                       | Brežice                                                                         | Azerbaigian under 19                                                            | 2 – 2                                                                           | Italia under 19                                                                 | Amichevole                                                                      | 1                                                                               | 66’                                                                             |
| 22-9-2016                                                                       | Zagabria                                                                        | Croazia under 19                                                                | 1 – 1                                                                           | Azerbaigian under 19                                                            | Amichevole                                                                      | -                                                                               | 60’                                                                             |
| 9-8-2017                                                                        | Zara                                                                            | Croazia under 19                                                                | 0 – 2                                                                           | Italia under 19                                                                 | Amichevole                                                                      | -                                                                               | 46’                                                                             |
| 11-11-2017                                                                      | Rovigno                                                                         | Croazia under 19                                                                | 0 – 0                                                                           | Lettonia under 19                                                               | Qual. Europeo Under-19 2018                                                     | -                                                                               | 46’                                                                             |
| 14-11-2017                                                                      | Villa di Rovigno                                                                | Danimarca under 19                                                              | 5 – 2                                                                           | Croazia under 19                                                                | Qual. Europeo Under-19 2018                                                     | -                                                                               | 59’                                                                             |
| Totale                                                                          |                                                                                 | Presenze                                                                        | 5                                                                               |                                                                                 | Reti                                                                            | 1                                                                               |                                                                                 |

## Palmarès

### Club

#### Competizioni nazionali
- Druga hrvatska nogometna liga: 1

Varaždin: 2021-2022